# Jean-Pierre Bauwens
Jean-Pierre Bauwens jr. (Gent, 21 maart 1988), bijgenaamd ‘Junior’, is een voormalig Belgisch bokser. Hij was actief in de klasse van de lichtgewichten. 

## Bokscarrière
In de eerste 44 wedstrijden die Bauwens vocht als profbokser, won hij er 39 (zie "Resultaten"). Drie keer verloor hij en twee kampen eindigden onbeslist.
- In april 2010 werd hij WBC Intercontinental Kampioen bij de jeugd. Hij verdedigde deze titel met succes in april 2011.
- Op 30 september 2011 versloeg hij op het Gentse boksgala de Europese nummer 2, de Oekraïner Kudryatsev.
- Op 25 december 2011 versloeg hij de Georgiër Noegzar Margvesasjvili op punten.
- Op 27 april 2012 versloeg hij op het Gentse boksgala "Round 9" Ryan Barrett in de eerste ronde met TKO.
- Op 19 april 2013 trad hij aan tegen de Spanjaard Ruben Nieto voor een wedstrijd om de EU-titel in het superlichtgewicht. Hij verloor op punten, wat zijn eerste nederlaag sinds zijn juniorentijd was.
- Op 20 juni 2014 won hij in Gent op het boksgala "Bigger's Better" in de 5e ronde op technisch knock-out van de Hongaar György Mizsei jr. Daarmee veroverde hij de EU-titel van de Europese Boksbond in het lichtgewicht.
- Op 28 februari 2015, eveneens in Gent, verdedigde hij met succes deze titel tegen de Fransman Yoann Portailler. Bauwens won op punten.

## Privéleven
Behalve om zijn boksprestaties kreeg Bauwens aandacht van de media vanwege zijn bijzondere gezinsachtergrond. Van zijn zes broers en zussen hebben er vier een klassieke vorm van autisme. 'Junior' hoopt dankzij inkomsten uit het boksen zijn familie een ruimer huis en een betere toekomst te kunnen schenken. Journalist Rudi Moeraert publiceerde in 2010 het boek All 4 Mom, waarin hij met fotograaf Stefan Vanfleteren een beeld gaf van een jaar uit het leven van Bauwens. De titel verwijst naar het motto waaronder deze steevast bokst.
In dezelfde tijd begon filmmaakster Sien Versteyhe (op eigen initiatief) met een film over Bauwens. De commentaarloze documentaire kwam in 2012 uit onder de titel JUNIOR. De Gentse hiphopgroep Rauw en Onbesproken maakte in 2013 een nummer over Bauwens met een videoclip met beelden uit de documentaire.
Intussen kwam in augustus 2011 de vader van Junior Bauwens om het leven. Hij werd per ongeluk, met zijn eigen wapen, neergeschoten door Jean-Pierres gehandicapte jongere broer. Het gerechtelijk onderzoek hierover bevestigde dit en stelde de minderjarige jongen buiten vervolging.

## Resultaten
| Res. | Type | W-L-D           | Tegenstander          | Locatie                | Datum      |
| ---- | ---- | --------------- | --------------------- | ---------------------- | ---------- |
| W    | TKO  | 24 (14) - 0 - 1 | Ryan Barrett          | Gent, België           | 27-04-2013 |
| W    | MD   | 23 (13) - 0 - 1 | Jevgenijs Kirillovs   | Roeselare, België      | 25-02-2012 |
| W    | UD   | 22 (13) - 0 - 1 | Nugzar Margvelashvili | Izegem, België         | 25-12-2011 |
| W    | UD   | 21 (13) - 0 - 1 | Andri Koedrjavtsev    | Gent, België           | 30-09-2011 |
| W    | KO   | 20 (13) - 0 - 1 | Almin Kovacevic       | Deinze, België         | 13-06-2011 |
| W    | KO   | 19 (12) - 0 - 1 | Kachaber Avetisan     | Gent, België           | 01-04-2011 |
| W    | TKO  | 18 (11) - 0 - 1 | Beka Sadjaia          | Deurne, België         | 13-02-2011 |
| D    | MD   | 17 (10) - 0 - 1 | Ruddy Encarnacion     | Gent, België           | 01-10-2010 |
| W    | KO   | 17 (10) - 0 - 0 | Samuel Kamau          | Gent, België           | 23-04-2010 |
| W    | UD   | 16 (9) - 0 - 0  | Arek Malek            | Herstal, België        | 20-02-2010 |
| W    | UD   | 15 (9) - 0 - 0  | Cristian Frias        | Izegem, België         | 25-12-2009 |
| W    | TKO  | 14 (9) - 0 - 0  | Cristian Frias        | Gent, België           | 23-10-2009 |
| W    | UD   | 13 (8) - 0 - 0  | Younes Amrani         | Gent, België           | 09-05-2009 |
| W    | TKO  | 12 (8) - 0 - 0  | Jiri Jaros            | Gent, België           | 17-04-2009 |
| W    | RTD  | 11 (7) - 0 - 0  | Saber Gasmi           | Herstal, België        | 21-02-2009 |
| W    | TKO  | 10 (6) - 0 - 0  | Sandor Fekete         | Gent, België           | 09-11-2008 |
| W    | UD   | 9 (5) - 0 - 0   | Alix Djavoiev         | Gent, België           | 10-10-2008 |
| W    | RTD  | 8 (5) - 0 - 0   | Ladislav Nemeth       | Wezet, België          | 30-05-2008 |
| W    | UD   | 7 (4) - 0 - 0   | Elemir Rafael         | Gent, België           | 28-03-2008 |
| W    | UD   | 6 (4) - 0 - 0   | Lubos Priehradnik     | Gent, België           | 23-02-2008 |
| W    | UD   | 5 (4) - 0 - 0   | Pascal Bouchez        | Beyne, België          | 22-12-2007 |
| W    | KO   | 4 (4) - 0 - 0   | Marian Burcea         | Verviers, België       | 17-11-2007 |
| W    | TKO  | 3 (3) - 0 - 0   | Martin Holub          | Brandenburg, Duitsland | 27-10-2007 |
| W    | TKO  | 2 (2) - 0 - 0   | Francesco Capuano     | Gent, België           | 13-10-2007 |
| W    | TKO  | 1 (1) - 0 - 0   | Francesco Capuano     | Berlijn, Duitsland     | 07-09-2007 |